# Autopsja (film)
Autopsja (fr. Autopsy) – francuski dramat kryminalny z 2007 roku w reżyserii Jérôme'a Angera, ze Stéphane'em Freissem oraz Thierrym Neuviciem obsadzonymi w rolach gejowskich kochanków zajmujących się sprawą tajemniczego morderstwa. Zdjęcia kręcono w Lyonie.

## Opis fabuły
Lekarz-patolog Emmanuel Rivière oraz policjant z wydziału kryminalnego Éric Mercadier zajmują się sprawą morderstwa geja w średnim wieku. Zakochują się w sobie i Éric opuszcza rodzinę − żonę, od lat podejrzewającą homoseksualizm męża, oraz nastoletniego syna. Choć policjant odnajduje się w związku z nowym partnerem, wkrótce dowiaduje się, że Emmanuel znał ofiarę badanego mordu osobiście i może być zamieszany w przestępstwo.

## Obsada
- Stéphane Freiss − Éric Mercadier
- Thierry Neuvic − Emmanuel Rivière
- Sara Martins − Sarah Ouaziz
- Claude Perron − Anne Mercadier
- François Civil − Paco Mercadier
- Philippe Duclos − Philippe Mangin
- Pascal Reneric − Régis Lartigues
- Cyril Guei − Rognard

## Dystrybucja
14 września 2007 w trakcie Festival de la fiction TV de la Rochelle odbyła się ogólnoświatowa premiera filmu. 10 listopada tego roku film zaprezentowano widzom francuskiej telewizji, a rok później, 17 września 2008, wydano go na nośnikach DVD.